# 548 Kressida
Az 548 Kressida egy a Naprendszer kisbolygói közül, amit Paul Götz fedezett fel 1904. október 14-én.